# Regulationsmedizin
Unter dem Begriff Regulationsmedizin versteht man die Vielfalt der alternativen Medizin wie der Naturheilkunde, der Erfahrungsheilkunde und der biologischen Medizin.
Ziel der Regulationstherapie ist, die individuelle Lebensenergie durch Pflanzen, Kälte, Wärme oder der mechanische Behandlung wie Akupunktur zu unterstützen. Durch die verschiedenen angewandten Methoden versucht die Regulationsmedizin, die Ursachen der auftretenden Fehlfunktionen zu erfassen und die jeweils gestörte Funktion wieder zu regulieren.
Anwendung findet die Regulationsmedizin häufig bei chronischen Erkrankungen. Die medizinische Wirksamkeit der einzelnen Verfahren ist jedoch größtenteils nicht wissenschaftlich belegt.

## Methoden der Regulationsmedizin
- Akupunktur
- Neuraltherapie
- Bewegungstherapie[2]
- Darmsymbiose
- Eigenbluttherapie
- Homöopathie
- Hypnose
- Magnetfeldtherapie
- Osteopathie